# Manmohan Singh
Manmohan Singh (født 26. september 1932 i nuværende Pakistan, død 26. december 2024) var en indisk økonom og politiker, der fra 2004 til 2014 var Indiens premierminister. Manmohan Singh var medlem af det Indiske Kongresparti og var Indiens første premierminister af sikh herkomst. 
Singh var finansminister i 1991-96 under premierminister Narasimha Rao, og gennemførte i denne periode en række økonomiske reformer, der liberaliserede den hidtidige stærkt protektionektiske indiske økonomi. Indien led på dette tidspunkt af et stort betalingsbalanceunderskud, men reformernes støtte til indiske investeringer i den indiske industri og it-sektor resulterede i at Indiens økonomiske vækstrater efterfølgende var blandt de højeste i verden.